# إكسوسونيك
إكسوسونيك هي شركة أمريكية ناشئة تصمم طائرة نقل أسرع من الصوت. تأمل الشركة في الحصول على شهادة لطائراتها بحلول عام 2029.

## تاريخ
تأسست الشركة في يونيو 2019 على يد نوريس تاي وتيم ماكدونالد. في أغسطس 2020 ، حصلت الشركة على عقد بحث ابتكار الأعمال الصغيرة بقيمة مليون دولار من قبل القوات الجوية الأمريكية لنموذج أولي لطائرتهم لاستخدامها كطائرة الرئاسة .

## الطائرة
الطائرة المقترحة من إكسوسونيك هي طائرة بسرعة ماخ 1.8 مع سعة تبلغ 70 مقعدًا. اعتبارًا من يونيو 2021 ، كان التصميم يخضع لاختبار نموذج مصغر لنفق الرياح.  الطائرة تخضع لعقد بموجب ليتم تعديلها لتلائم وظيفة محتملة مثل طائرة الرئاسة . 

## روابط خارجية
- الموقع الرسمي